# Alois z Lichtenštejna
Dědičný princ Alois z Lichtenštejna (německy Erbprinz Alois Philipp Maria von und zu Liechtenstein, Graf zu Rietberg * 11. června 1968 Curych) je lichtenštejnský dědičný princ, nejstarší syn knížete Hanse Adama II. a jeho ženy Marie. V roce 2004 se stal lichtenštejnským regentem.

## Život

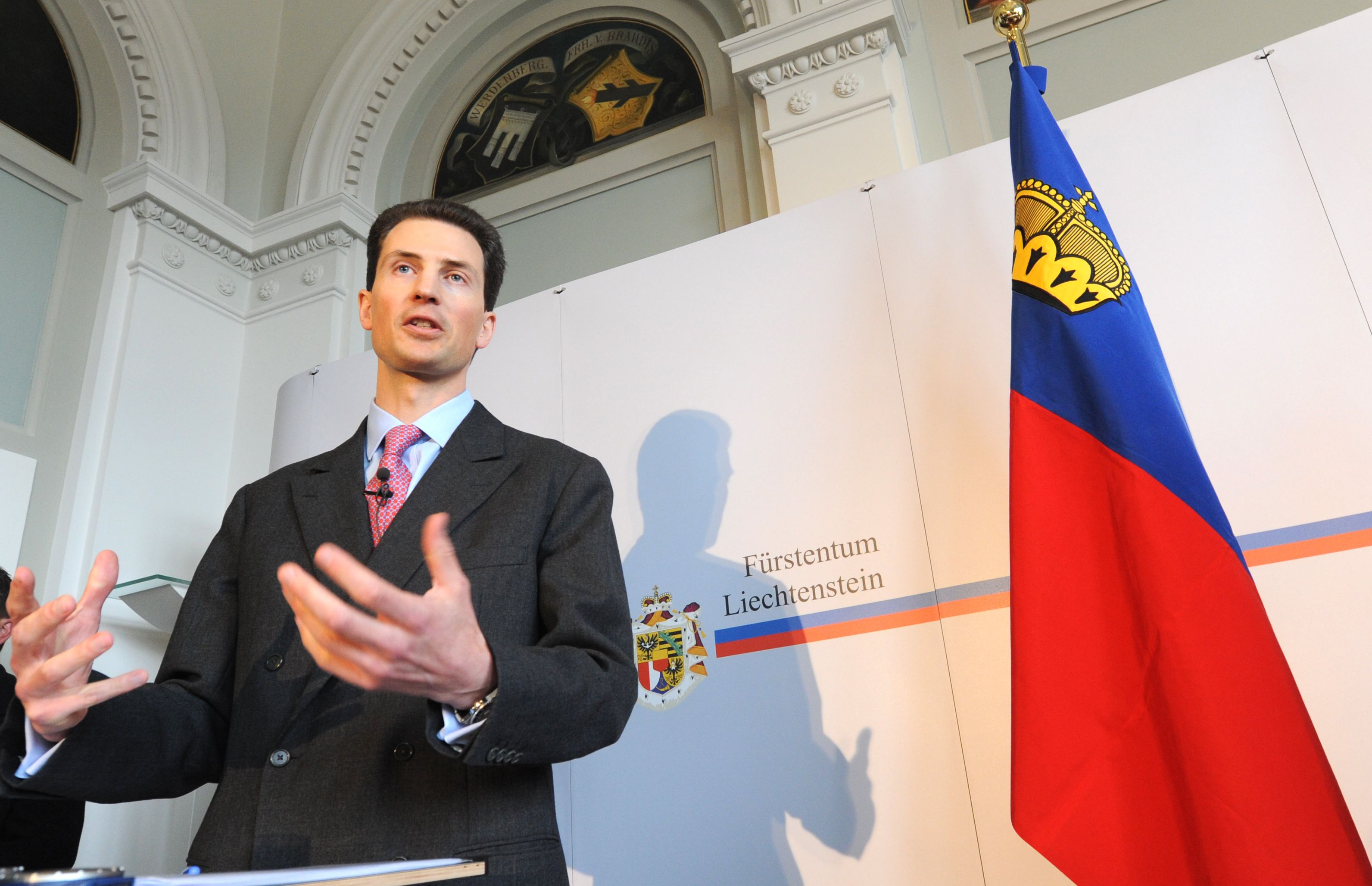
Korunní princ Alois Lichtenštejnský hovoří na mezinárodním sympoziu o jednotě daní a bankovního tajemství

Princ Alois se narodil 11. června 1968 v Curychu jako prvorozený syn lichtenštejnského knížete Hanse Adama II. a jeho manželky, kněžny Marie, rozené hraběnky Kinské z Vchynic a Tetova. Princ dostal jméno Alois Filip Maria z Lichtenštejna, hrabě z Rietbergu (Alois Philipp Maria von und zu Liechtenstein, Graf zu Rietberg). Po základní škole navštěvoval gymnázium ve Vaduzu a Královskou vojenskou akademii v Sandhurst ve Spojeném království. Předtím než nastoupil na Salcburskou univerzitu, kde získal magisterský titul z filozofie práva, sloužil v Coldstream Guards v Hongkongu a Londýně.

## Státnické povinnosti
Do roku 1996 pracoval v londýnské revizní agentuře. V roce 1996 se vrátil do Vaduzu a začal se starat o finanční záležitosti svého otce a angažoval se v lichtenštejnské politice a ujal se reprezentačních povinností země.
V roce 2004 mu jeho otec Hans Adam II. předal moc nad každodenními vládními záležitostmi. Má to být příprava pro jeho budoucí vládu a zároveň šance pro mladou generaci. Hans Adam II. ale zůstává formální hlavou státu.

## Manželství a děti
3. července 1993 se ve Vaduzu oženil s vévodkyní Sophií, princeznou bavorskou. Mají spolu 4 děti:
- 1. Joseph Wenzel Maximilian Maria z Lichtenštejna (* 24. 5. 1995 Londýn)
- 2. Marie-Caroline Elisabeth Immaculata z Lichtenštejna (* 17. 10. 1996 Grabs)
- 3. Georg Antonius Constantin Maria z Lichtenštejna (* 20. 4. 1999 Grabs)
- 4. Nikolaus Sebastian Alexander Maria z Lichtenštejna (* 6. 12. 2000 Grabs)